# 高槻市立芝生図書館
高槻市立芝生図書館（たかつきしりつしぼとしょかん）は、大阪府高槻市芝生町4丁目3-11にある図書館。

## 概要
2003年、高槻市営バスの芝生車庫跡地に市民プールとの複合施設として開設された。市域南西部の三箇牧地区の北端に位置する。大阪府道16号大阪高槻線に面し、有料駐車場が利用できるなど交通アクセスが便利であり、高槻南地区からの利用者も多い。

## サービス

### 開館時間
- 月･水･金 10:00～19:00
- 木･土･日･祝日 10:00～17:30

### 休館日
- 火曜、第2木曜、年末年始、特別整理期間

## 立地
- 大阪府高槻市芝生（しぼ）町四丁目3-11
  - 高槻市営バス車庫前バス停すぐ